# 1831

## Събития
- 19 ноември – Велика Колумбия окончателно се разпада на Нова Гранада, Венецуела и Еквадор.
- 27 декември – Чарлс Дарвин започва историческото си пътешествие с кораба Бийгъл.

## Родени
- Игнаций Донъли, ирландско-американски учен, конгресмен в САЩ, писател
- 15 февруари – Николай Ге, руски художник, передвижник († 1894 г.)
- 13 юни – Джеймс Кларк Максуел, шотландски физик
- 8 юли – Джон Пембъртън, американски фармацевт
- 10 юли – Камий Писаро, френски импресионист
- 8 август – Николай Николаевич, велик княз на Русия
- 12 август – Елена Блаватска, руска теософка
- 8 септември – Вилхелм Раабе, немски белетрист и художник († 1910 г.)
- 6 октомври – Рихард Дедекинд, немски математик

## Починали
- 21 януари – Ахим фон Арним, писател
- 2 юни – Константин Павлович, велик княз на Русия
- 29 юни – Хайнрих Фридрих Карл,
- 30 август – Луиза Сакс-Гота-Алтенбургска, херцогина на Сакс-Кобург и Гота
- 14 ноември – Георг Вилхелм Фридрих Хегел, немски философ
- 16 ноември – Карл фон Клаузевиц, пруски военен стратег и теоретик

Вижте също:
- календара за тази година